# Fritz Helmer
Fritz Helmer (* 21. März 1921 in Wien; † 23. Jänner 2009 ebenda) war ein österreichischer Chirurg.

## Leben
Fritz Helmer maturierte am 21. März 1939 am damaligen Staatsgymnasium Wien 8. Noch im selben Jahr begann er ein Medizinstudium an der Medizinischen Fakultät der Universität Wien und promovierte nach zeitweiliger Unterbrechung durch den Kriegsdienst 1945.
Nach der Promotion war er zunächst Gastarzt ohne Bezahlung an der II. Chirurgischen Universitätsklinik unter Wolfgang Denk. Von 1947 bis 1955 war er klinischer Hilfsarzt und ab 1956 Assistent an der gleichen Klinik. Am 5. Dezember 1954 wurde er Facharzt für Chirurgie und beschäftigte sich insbesondere mit der Thorax- und Kinderchirurgie. Helmer habilitierte 1965 für das Fach Chirurgie und war ab 1967 erster Oberarzt unter Hubert Kunz. Am 29. Juni 1971 wurde er Titularprofessor und Stellvertreter von Klinikchef Johann Navrátil. Im Jahr 1973 wurde er außerordentlicher Professor für Kinderchirurgie und Leiter der Abteilung für Kinderchirurgie an der II. Chirurgischen Universitätsklinik.
Nach 15-jähriger Tätigkeit in der Allgemeinchirurgie, Thorax-, Unfall- und Kinderchirurgie erhielt er im Jahr 1961 von der Medizinischen Fakultät den Auftrag, die Herzchirurgie an der II. Chirurgischen Universitätsklinik aufzubauen. Die nötige Ausbildung erwarb er sich 1961/62 in den USA an der Johns Hopkins University in Baltimore bei Alfred Blalock und Henry T. Bahnson, sowie bei Margravich und Robert E. Gross in Boston am Harvard Medical Center. Am 23. Dezember 1962 führte er die erste offene Herzoperation in Wien an einem 10-jährigen Mädchen mit einem Ostium-Primum-Defekt erfolgreich durch.
Im Jahr 1963 implantierte er den ersten Herzschrittmacher in Österreich (laut damals vorliegenden Daten den ersten Europas) und am 24. April 1964 wurde mit der ersten Implantation einer Mitralklappe die Herzklappen-Chirurgie in Wien eingeführt. Helmer emeritierte ab 30. September 1991. Er erhielt 1992 das Große Silberne Ehrenzeichen der Republik Österreich und 1995 das Goldene Doktordiplom.

## Schriften (Auswahl)
- Intra- und postoperative Zwischenfälle in der Kinderchirurgie. In: Georg Brandt, Karl Kremer (Hrsg.): Neurochirurgie, plastische Chirurgie, Kinderchirurgie (= Intra- und postoperative Zwischenfälle. Ihre Verhütung und Behandlung. Band 4). Thieme, Stuttgart 1974, ISBN 3-13-311901-X.
- »Es war Pflicht für uns, zu handeln.« Die Rettung des Allgemeinen Krankenhauses in Wien. Österr. Wirtschaftsverlag, Wien 1995.